# Liga Invernal Mexicana 2017
La Temporada 2017 de la Liga Invernal Mexicana fue la edición número 3 de este circuito. Se realizó entre los meses de octubre a diciembre. Esta temporada se jugó en la Ciudad de México y los estados de Guanajuato, Michoacán y Oaxaca, y la integraron 6 equipos con convenios con clubes de la Liga Mexicana de Béisbol.
Los Diablos Rojos del México lograron el tricampeonato al derrotar en la Serie Final a los Guerreros de Oaxaca por 4 juegos a 1. El mánager campeón fue Víctor "Flamingo" Bojórquez.

## Sistema de competencia
La campaña regular comenzó el 13 de octubre y finalizó el 3 de diciembre; el primer playoff comenzó el 5 de diciembre, el cual fue a ganar tres de cinco posibles juegos; la Serie Final inició el 12 de diciembre en casa del equipo con el mejor porcentaje en ganados y perdidos, la cual fue a ganar cuatro de siete posibles juegos.
Calendario
- Calendario Temporada 2017.

## Equipos participantes
Temporada 2017
| Liga Invernal Mexicana 2017    |                    |                       |                        |           |
| Equipo                         | Mánager            | Sede                  | Estadio                | Capacidad |
| Cajeteros de Celaya            | Dan Firova         | Celaya, Guanajuato    | "Ciro Soto Lara"       | 5,000     |
| Diablos Rojos del México       | Víctor Bojórquez   | Ciudad de México      | Fray Nano              | 5,000     |
| Guerreros de Oaxaca            | José Luis Sandoval | Oaxaca, Oaxaca        | Eduardo Vasconcelos    | 7,200     |
| Leones Purépechas de Maravatío | Oswaldo Morejón    | Maravatío, Michoacán  | "Melchor Ocampo"       | 3,000     |
| Petroleros de Salamanca        | Alfredo Meza       | Salamanca, Guanajuato | "Ing. Antonio M. Amor" | 3,000     |
| Toros Bravos de Moroleón       | Rafael Castañeda   | Moroleón, Guanajuato  | Municipal de Moroleón  | 3,000     |

## Posiciones
- Actualizadas las posiciones al 3 de diciembre de 2017. [6]

| Liga Invernal Mexicana | Liga Invernal Mexicana | Liga Invernal Mexicana | Liga Invernal Mexicana | Liga Invernal Mexicana |
| Equipo                 | JG                     | JP                     | PCT                    | JV                     |
| ---------------------- | ---------------------- | ---------------------- | ---------------------- | ---------------------- |
| México                 | 29                     | 16                     | .644                   | -                      |
| Moroleón               | 25                     | 20                     | .556                   | 4.0                    |
| Oaxaca                 | 22                     | 23                     | .489                   | 7.0                    |
| Salamanca              | 21                     | 24                     | .467                   | 8.0                    |
| Celaya                 | 19                     | 26                     | .422                   | 10.0                   |
| Maravatío              | 19                     | 26                     | .422                   | 10.0                   |

| Clasificado a los playoffs |

## Playoffs
|  | Semifinales         | Semifinales         | Semifinales         |        |   | Final                | Final                | Final                |  |
|  | 5 - 10 de diciembre | 5 - 10 de diciembre | 5 - 10 de diciembre |        |   | 12 - 17 de diciembre | 12 - 17 de diciembre | 12 - 17 de diciembre |  |
|  |                     |                     |                     |        |   |                      |                      |                      |  |
|  |                     |                     |                     |        |   |                      |                      |                      |  |
|  | 3                   | Oaxaca              | 3                   |        |   |                      |                      |                      |  |
|  | 3                   | Oaxaca              | 3                   |        |   |                      |                      |                      |  |
|  | 2                   | Moroleón            | 0                   |        |   |                      |                      |                      |  |
|  | 2                   | Moroleón            | 0                   |        | 3 | Oaxaca               | 1                    |                      |  |
|  |                     |                     |                     |        | 3 | Oaxaca               | 1                    |                      |  |
|  |                     |                     | 1                   | México | 4 |                      |                      |                      |  |
|  | 4                   | Salamanca           | 1                   | México | 4 | 2                    |                      |                      |  |
|  | 4                   | Salamanca           |                     |        |   | 2                    |                      |                      |  |
|  | 1                   | México              | 3                   |        |   |                      |                      |                      |  |
|  | 1                   | México              | 3                   |        |   |                      |                      |                      |  |
|  |                     |                     |                     |        |   |                      |                      |                      |  |

### Semifinales
| Equipo                                                                          | 1 | 2 | 3 | 4 | 5 | 6 | 7 | 8 | 9 | C | H  | E |
| ------------------------------------------------------------------------------- | - | - | - | - | - | - | - | - | - | - | -- | - |
| México                                                                          | 0 | 1 | 0 | 1 | 0 | 2 | 2 | 0 | 1 | 7 | 12 | 3 |
| Salamanca                                                                       | 0 | 0 | 0 | 0 | 1 | 0 | 0 | 1 | 4 | 6 | 12 | 3 |
| G: Luis Fernando Miranda (1-0); P: Nicolás Heredia (0-1); SV: Tony Córdova (1). |   |   |   |   |   |   |   |   |   |   |    |   |
| HR: MEX - J. C. Ureña (1, 2 y 3).                                               |   |   |   |   |   |   |   |   |   |   |    |   |

| Equipo                                                       | 1 | 2 | 3 | 4 | 5 | 6 | 7 | 8 | 9 | 10 | C | H  | E |
| ------------------------------------------------------------ | - | - | - | - | - | - | - | - | - | -- | - | -- | - |
| México                                                       | 0 | 1 | 0 | 1 | 1 | 0 | 0 | 0 | 0 | 0  | 3 | 12 | 2 |
| Salamanca                                                    | 0 | 0 | 1 | 0 | 1 | 0 | 0 | 0 | 1 | 1  | 4 | 11 | 0 |
| G: Juan Rodríguez (1-0); P: Tony Córdova (0-1); SV: No hubo. |   |   |   |   |   |   |   |   |   |    |   |    |   |
| HR: MEX - O. Piña (1).                                       |   |   |   |   |   |   |   |   |   |    |   |    |   |

| Equipo                                                               | 1 | 2 | 3 | 4 | 5 | 6 | 7 | 8 | 9 | C  | H  | E |
| -------------------------------------------------------------------- | - | - | - | - | - | - | - | - | - | -- | -- | - |
| Salamanca                                                            | 0 | 1 | 0 | 0 | 0 | 3 | 2 | 0 | 0 | 6  | 9  | 2 |
| México                                                               | 0 | 0 | 2 | 1 | 1 | 6 | 1 | 0 | X | 11 | 13 | 1 |
| G: Sergio Valenzuela (1-0); P: Ferlon Gijsbertha (0-1); SV: No hubo. |   |   |   |   |   |   |   |   |   |    |    |   |
| HR: SLM - J. E. Mendívil (1), R. Osuna (1); MEX - J. C. Ureña (4).   |   |   |   |   |   |   |   |   |   |    |    |   |

| Equipo                                                                  | 1 | 2 | 3 | 4 | 5 | 6 | 7 | 8 | 9 | C | H | E |
| ----------------------------------------------------------------------- | - | - | - | - | - | - | - | - | - | - | - | - |
| Salamanca                                                               | 0 | 0 | 0 | 0 | 2 | 0 | 1 | 0 | 0 | 3 | 6 | 3 |
| México                                                                  | 0 | 0 | 0 | 1 | 1 | 0 | 0 | 0 | 0 | 2 | 6 | 0 |
| G: Nicolás Heredia (1-1); P: Lenix Osuna (0-1); SV: Juan Rodríguez (1). |   |   |   |   |   |   |   |   |   |   |   |   |
| HR: SLM - N. D. Linares (1 y 2).                                        |   |   |   |   |   |   |   |   |   |   |   |   |

| Equipo                                                       | 1 | 2 | 3 | 4 | 5 | 6 | 7 | 8 | 9 | C | H | E |
| ------------------------------------------------------------ | - | - | - | - | - | - | - | - | - | - | - | - |
| Salamanca                                                    | 0 | 0 | 0 | 2 | 0 | 0 | 0 | 0 | 0 | 2 | 4 | 1 |
| México                                                       | 0 | 0 | 0 | 0 | 0 | 0 | 0 | 0 | 3 | 3 | 4 | 0 |
| G: Ulises López (1-0); P: Juan Rodríguez (1-1); SV: No hubo. |   |   |   |   |   |   |   |   |   |   |   |   |
| HR: SLM - V. H. Mendoza (1); MEX - O. Piña (2).              |   |   |   |   |   |   |   |   |   |   |   |   |

| Equipo                                                               | 1 | 2 | 3 | 4 | 5 | 6 | 7 | 8 | 9 | C  | H  | E |
| -------------------------------------------------------------------- | - | - | - | - | - | - | - | - | - | -- | -- | - |
| Moroleón                                                             | 0 | 2 | 2 | 0 | 0 | 0 | 0 | 0 | 4 | 8  | 10 | 0 |
| Oaxaca                                                               | 0 | 4 | 0 | 1 | 7 | 0 | 0 | 0 | X | 12 | 18 | 4 |
| G: Ariel Gracia (1-0); P: Rogelio Martínez (0-1); SV: Axel Ríos (1). |   |   |   |   |   |   |   |   |   |    |    |   |
| HR: OAX - E. Meza (1).                                               |   |   |   |   |   |   |   |   |   |    |    |   |

| Equipo                                                                  | 1 | 2 | 3 | 4 | 5 | 6 | 7 | 8 | 9 | C | H | E |
| ----------------------------------------------------------------------- | - | - | - | - | - | - | - | - | - | - | - | - |
| Moroleón                                                                | 0 | 0 | 0 | 0 | 0 | 1 | 1 | 2 | 0 | 4 | 8 | 0 |
| Oaxaca                                                                  | 5 | 0 | 0 | 0 | 0 | 0 | 0 | 2 | X | 7 | 7 | 0 |
| G: Rodolfo Aguilar (1-0); P: Andrew Gutiérrez (0-1); SV: Axel Ríos (2). |   |   |   |   |   |   |   |   |   |   |   |   |
| HR: MOR - A. Kirk (1); OAX - R. Torres (1).                             |   |   |   |   |   |   |   |   |   |   |   |   |

| Equipo                                                         | 1 | 2 | 3 | 4 | 5 | 6 | 7 | 8 | 9 | C | H  | E |
| -------------------------------------------------------------- | - | - | - | - | - | - | - | - | - | - | -- | - |
| Oaxaca                                                         | 0 | 0 | 1 | 0 | 0 | 1 | 0 | 2 | 0 | 4 | 8  | 2 |
| Moroleón                                                       | 0 | 0 | 0 | 0 | 0 | 0 | 0 | 3 | 0 | 3 | 10 | 0 |
| G: Luis Payán (1-0); P: Edgar Acosta (0-1); SV: Axel Ríos (3). |   |   |   |   |   |   |   |   |   |   |    |   |
| HR: OAX - R. Torres (2 y 3).                                   |   |   |   |   |   |   |   |   |   |   |    |   |

### Final

#### Oaxacavs.México

##### Juego 1
12 de diciembre de 2017; Estadio Fray Nano, Ciudad de México.
| Equipo                                                                 | 1 | 2 | 3 | 4 | 5 | 6 | 7 | 8 | 9 | C | H | E |
| ---------------------------------------------------------------------- | - | - | - | - | - | - | - | - | - | - | - | - |
| Oaxaca                                                                 | 0 | 0 | 0 | 2 | 0 | 0 | 0 | 0 | 1 | 3 | 6 | 0 |
| México                                                                 | 0 | 0 | 0 | 1 | 1 | 0 | 0 | 0 | 0 | 2 | 9 | 0 |
| G: Carlos Morales (1-0); P: Carlos Rodríguez (0-1); SV: Axel Ríos (4). |   |   |   |   |   |   |   |   |   |   |   |   |
| HR: No hubo.                                                           |   |   |   |   |   |   |   |   |   |   |   |   |

- Oaxaca lidera la serie 1-0.

##### Juego 2
13 de diciembre de 2017; Estadio Fray Nano, Ciudad de México.
| Equipo                                                                      | 1 | 2 | 3 | 4 | 5 | 6 | 7 | 8 | 9 | C | H | E |
| --------------------------------------------------------------------------- | - | - | - | - | - | - | - | - | - | - | - | - |
| Oaxaca                                                                      | 2 | 0 | 0 | 2 | 0 | 2 | 0 | 0 | 0 | 6 | 8 | 1 |
| México                                                                      | 0 | 2 | 1 | 4 | 0 | 0 | 0 | 0 | X | 7 | 8 | 1 |
| G: Sergio Valenzuela (2-0); P: Rodolfo Aguilar (1-1); SV: Ulises López (1). |   |   |   |   |   |   |   |   |   |   |   |   |
| HR: OAX - E. Meza (2 y 3), I. Martínez (1); MEX - Y. Cota (1).              |   |   |   |   |   |   |   |   |   |   |   |   |

- Serie empatada a 1.

##### Juego 3
15 de diciembre de 2017; Estadio Eduardo Vasconcelos, Oaxaca, Oaxaca.
| Equipo                                                                  | 1 | 2 | 3 | 4 | 5 | 6 | 7 | 8 | 9 | C | H  | E |
| ----------------------------------------------------------------------- | - | - | - | - | - | - | - | - | - | - | -- | - |
| México                                                                  | 0 | 0 | 1 | 1 | 0 | 0 | 1 | 0 | 1 | 4 | 12 | 0 |
| Oaxaca                                                                  | 0 | 0 | 1 | 0 | 0 | 0 | 0 | 0 | 2 | 3 | 8  | 1 |
| G: José Carlos Medina (1-0); P: Luis Payán (1-1); SV: Ulises López (2). |   |   |   |   |   |   |   |   |   |   |    |   |
| HR: MEX - J. Ornelas (1).                                               |   |   |   |   |   |   |   |   |   |   |    |   |

- México lidera la serie 2-1.

##### Juego 4
16 de diciembre de 2017; Estadio Eduardo Vasconcelos, Oaxaca, Oaxaca.
| Equipo                                                              | 1 | 2 | 3 | 4 | 5 | 6 | 7 | 8 | 9 | C | H  | E |
| ------------------------------------------------------------------- | - | - | - | - | - | - | - | - | - | - | -- | - |
| México                                                              | 2 | 0 | 0 | 0 | 0 | 2 | 0 | 1 | 0 | 5 | 11 | 0 |
| Oaxaca                                                              | 0 | 0 | 0 | 0 | 0 | 0 | 0 | 0 | 1 | 1 | 5  | 2 |
| G: Luis Fernando Miranda (2-0); P: Ariel Gracia (1-1); SV: No hubo. |   |   |   |   |   |   |   |   |   |   |    |   |
| HR: No hubo.                                                        |   |   |   |   |   |   |   |   |   |   |    |   |

- México lidera la serie 3-1.

##### Juego 5
17 de diciembre de 2017; Estadio Eduardo Vasconcelos, Oaxaca, Oaxaca.
| Equipo                                                               | 1 | 2 | 3 | 4 | 5 | 6 | 7 | 8 | 9 | 10 | 11 | 12 | 13 | C | H  | E |
| -------------------------------------------------------------------- | - | - | - | - | - | - | - | - | - | -- | -- | -- | -- | - | -- | - |
| México                                                               | 0 | 0 | 3 | 0 | 2 | 0 | 0 | 0 | 0 | 0  | 0  | 0  | 2  | 7 | 10 | 0 |
| Oaxaca                                                               | 0 | 1 | 3 | 0 | 0 | 0 | 0 | 0 | 1 | 0  | 0  | 0  | 0  | 5 | 11 | 1 |
| G: José Miguel Ramírez (1-0); P: Martín Buitimea (0-1); SV: No hubo. |   |   |   |   |   |   |   |   |   |    |    |    |    |   |    |   |
| HR: OAX - E. Meza (4).                                               |   |   |   |   |   |   |   |   |   |    |    |    |    |   |    |   |

- México gana la serie 4-1.[9]

## Líderes
A continuación se muestran los lideratos tanto individuales como colectivos de los diferentes departamentos de bateo y de pitcheo.

### Bateo
| Categoría           | Individual                   | Marca | Colectivo                      | Marca |
| ------------------- | ---------------------------- | ----- | ------------------------------ | ----- |
| Porcentaje          | Yousamot Cota (MEX)          | .392  | Diablos Rojos del México       | .305  |
| Carreras Producidas | Daniel Jiménez (MEX)         | 36    | Diablos Rojos del México       | 230   |
| Home Runs           | Ramón Ramírez (SLM)          | 8     | Diablos Rojos del México       | 32    |
| Carreras Anotadas   | Daniel Jiménez (MEX)         | 39    | Diablos Rojos del México       | 268   |
| Hits                | Daniel Jiménez (MEX)         | 62    | Diablos Rojos del México       | 468   |
| Dobles              | Daniel Antonio Mercado (MAR) | 16    | Diablos Rojos del México       | 105   |
| Triples             | Rubén Reyes (MOR)            | 4     | Leones Purépechas de Maravatío | 11    |
| Bases Robadas       | Walter Cirilo Higuera (MAR)  | 15    | Cajeteros de Celaya            | 31    |

### Pitcheo
| Categoría       | Individual                                     | Marca | Colectivo                                    | Marca |
| --------------- | ---------------------------------------------- | ----- | -------------------------------------------- | ----- |
| Efectividad     | Luis Fernando Miranda (MEX)                    | 2.01  | Diablos Rojos del México                     | 3.55  |
| Juegos Ganados  | Ariel Gracia (OAX) Luis Fernando Miranda (MEX) | 5     | Diablos Rojos del México                     | 29    |
| Ponches         | Rogelio Martínez (MOR)                         | 51    | Diablos Rojos del México Cajeteros de Celaya | 343   |
| Juegos Salvados | Humberto Montiel Félix (MAR) Axel Ríos (OAX)   | 9     | Toros Bravos de Moroleón                     | 15    |
| WHIP            | Rogelio Martínez (MOR)                         | 1.23  | Cajeteros de Celaya                          | 1.44  |

## Acontecimientos relevantes
7 de diciembre: Andrés Martín García, de los Petroleros de Salamanca,  es suspendido por el resto de la postemporada y por toda la temporada 2018, en que no podrá actuar en ningún campeonato o torneo de la LMB (Academia Clase AA, Liga Rookie, LIM o LMB (Triple A)). Esto debido a los sucesos registrados el 6 de diciembre en el segundo encuentro de la serie entre Petroleros de Salamanca y Diablos Rojos del México, en que el jugador agredió al ampáyer de home, Carlos León, y en apego al reglamento de la LMB, se determinó la sanción.